# Can Vileu
Can Vileu són les ruïnes d'una masia del poble de Riells del Fai, al terme municipal de Bigues i Riells, al Vallès Oriental. Pertany al veïnat de masies disperses de Can Quintanes.
Està situada al sud-est de Riells del Fai, al capdamunt d'un turó que, el 2010, és el límit septentrional de la pedrera que hi ha en aquell lloc. La mateixa masia de Can Vileu, abandonada i en ruïnes, és quasi al capdamunt del penya-segat de la pedrera. Just a ponent de les restes d'aquesta masia hi havia el Turó d'en Vileu, ja totalment desaparegut, menjat per la pedrera. És a l'extrem sud-oest del veïnat de Can Quintanes.